# 棘背杜父鱼属
棘背杜父鱼属（学名：Paricelinus）为杜父鱼科的一个属。

## 下属物种
本属包括以下物种：
- 棘背杜父魚 Paricelinus hopliticus Eigenmann & Eigenmann, 1889
- Paricelinus thoburni Gilbert, 1896